# David Williams (Mathematiker)

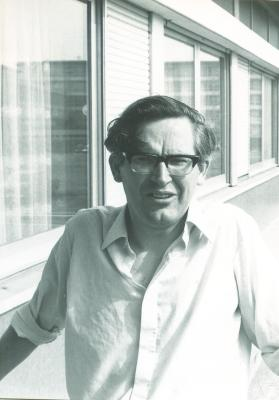
David Williams 1975

David Williams (* 1938 in Gorseinon bei Swansea) ist ein britischer Mathematiker, der sich mit Wahrscheinlichkeitstheorie beschäftigt.

## Leben und Wirken
Williams studierte an der Universität Oxford (Jesus College), wo er 1962 bei David George Kendall (und Harry Reuter) promoviert wurde (Random time substitutions in Markov chains). Danach war er 1962/63 an der Stanford University, anschließend an der University of Durham und von 1966 bis 1969 an der Universität Cambridge. 1969 bis 1985 war Williams Professor an der Swansea University und ab 1985 Professor für Mathematische Statistik an der Universität Cambridge. 1987 bis 1991 war er dort Direktor des Statistiklabors. Ab 1992 war er Professor an der University of Bath und ab 1999 wieder Professor an der University of Swansea.
1994 erhielt er den Pólya-Preis. 1984 wurde er Fellow der Royal Society insbesondere für Pionierarbeiten auf dem Gebiet des Konstruktionsproblems von Markowketten und für seine Arbeiten zu Wegzerlegungen Brownscher Bewegung.

## Schriften (Auswahl)
als Autor
- zusammen mit Leonard C. Rogers Diffusions, Markov Processes and Martingales (Cambridge Mathematical Library). 2. Aufl. CUP, Cambridge 2008, ISBN 978-0-521-77594-6 (2 Bde., EA Chichester 1979).
- Probability with martingales (Cambridge Mathematical Textbooks). Cambridge University Press, Cambridge 2012, ISBN 978-0-521-40605-5 (EA Cambridge 1991).
- Weighing the Odds. A course in probability and statistics. Cambridge University Press, Cambridge 2004, ISBN 0-521-80356-X (EA Cambridge 2001)

als Herausgeber
- zusammen mit J. C. R. Hunt, Owen M. Phillips: Turbulence and stochastic processes. Kolmogorov´s ideas 50 years on. Royal Society, London 1991, ISBN 0-85403-441-2.